# Sphaerolaimus megamphis
Sphaerolaimus megamphis är en rundmaskart som beskrevs av Christian Wieser 1956. Sphaerolaimus megamphis ingår i släktet Sphaerolaimus och familjen Sphaerolaimidae. Inga underarter finns listade i Catalogue of Life.